# Robert Dadok
Robert Dadok (ur. 24 grudnia 1996 w Cieszynie) – polski piłkarz, występujący na pozycji pomocnika w klubie Polonia Warszawa. Wychowanek Tempa Puńców, w trakcie swojej kariery grał także w takich zespołach jak Mieszko Piast Cieszyn, Stadion Śląski Chorzów, GKS Bełchatów, Pniówek Pawłowice, Wigry Suwałki, Stal Stalowa Wola, Stal Mielec, Górnik Zabrze, Ruchu Chorzów oraz Stal Mielec.